# Grzegorz Wagner (piłkarz)
Grzegorz Wagner (ur. 16 stycznia 1966 w Chorzowie) – polski piłkarz.
Swoją karierę zaczął w 1985 jako piłkarz Ruchu Chorzów, z którym zdobył mistrzostwo Polski w 1989. W 1995 przeszedł do Stomilu Olsztyn, potem do Sokoła Tychy i wreszcie w 1997 do GKS-u Bełchatów, gdzie grał dwa sezony. Następnie grał w TPV Tampere w Finlandii. W 2001 przyszedł do Śląska Świętochłowice, w którym to też parę lat później zakończył karierę. Pracował jako trener LZS-u Piotrówka (IV liga - grupa opolska). Obecnie pracuje w Uczniowskim Klubie Sportowym Ruch Chorzów.
W polskiej ekstraklasie rozegrał łącznie 215 meczów i strzelił 4 gole.